# بروس روبرتس (منافس ألعاب قوى)
بروس روبرتس هو منافس ألعاب قوى كندي، ولد في 3 نوفمبر 1957.

## وصلات خارجية
- بروس روبرتس على موقع أوليمبيديا (الإنجليزية)